# Llandovery (tijdvak)
| Systeem                                 | Serie      | Etage        | Ouderdom (Ma) |
| --------------------------------------- | ---------- | ------------ | ------------- |
| Devoon                                  | Onder      | Lochkovien   | jonger        |
| Siluur                                  | Pridoli    | Pridoli      | 419,2–423,0   |
| Siluur                                  | Ludlow     | Ludfordien   | 423,0–425,6   |
| Siluur                                  | Ludlow     | Gorstien     | 425,6–427,4   |
| Siluur                                  | Wenlock    | Homerien     | 427,4–430,5   |
| Siluur                                  | Wenlock    | Sheinwoodien | 430,5–433,4   |
| Siluur                                  | Llandovery | Telychien    | 433,4–438,5   |
| Siluur                                  | Llandovery | Aeronien     | 438,5–440,8   |
| Siluur                                  | Llandovery | Rhuddanien   | 440,8–443,4   |
| Ordovicium                              | Boven      | Hirnantien   | ouder         |
| Indeling van het Siluur volgens de ICS. |            |              |               |

Het Llandovery (ook wel Llandoveryen of Llandoveriaan) is het vroegste tijdvak (of de onderste serie) van de periode Siluur. Het heeft een ouderdom van 443,4 ± 1,5 tot 433,4 ± 0,8 Ma. Het tijdvak ouder dan het Llandovery is het Laat-Ordovicium, na het Llandovery volgt het Wenlock. Het Llandovery is onderverdeeld in drie tijdsnedes (of etages): Rhuddanien, Aeronien en Telychien

## Naam en definitie
Het Llandovery is genoemd naar het dorpje Llandovery (Welsh: Llanymddyfri) in Carmarthenshire (Dyfed, Midden-Wales), waar veel gesteenten uit deze tijd ontsloten zijn. Het dorpje Llandovery ligt echter op gesteente van Ordovicische ouderdom. De naam werd in de literatuur ingevoerd door de Britse geoloog Roderick Murchison in 1859.
De basis van de serie Llandovery (en het systeem Siluur) wordt gedefinieerd door het eerste voorkomen van de graptoliet Akidograptus ascensus, vlak boven de basis volgt het eerste voorkomen van de graptoliet Parakidograptus acuminatus. De top van de serie is minder nauwkeurig vastgelegd en wordt gevormd door de basis van het Sheinwoodien en de Acritarcha-biozone 5, bij het uitsterven van de Conodont Pterospathodus amorphognathoides.